# Assouan
Syène
Pour l’article homonyme, voir Gouvernorat d'Assouan.
Pour l’article ayant un titre homophone, voir Sienne (homonymie).
Assouan ou Syène (en égyptien ancien : Sounou ou Souenet ; en grec ancien : Συήνη / Suḗnē ; en copte : ⲥⲟⲩⲁⲛ / Souan (ou Swan), en arabe : أسوان / aswān) est un port fluvial d'Égypte situé à environ 843 km au sud du Caire, sur la rive droite du Nil, près de la première cataracte.
Elle est actuellement le chef-lieu du gouvernorat d'Assouan et compte aujourd'hui près de 250 000 habitants.

## Toponymie
| S29 | E34 · N35 | W24 · Z7 | T11 · O49 |

| S29 | E34 · N35 | W24 · Z7 | T11 · O49 |

| S29 | E34 · N35 | W24 · Z7 | T11 · O49 |

| S29 | E34 · N35 | W24 · Z7 | T11 · O49 |

| S29 | E34 · N35 | X1 · O49 |

| S29 | E34 · N35 | X1 · O49 |

| S29 | E34 · N35 | X1 · O49 |

| S29 | E34 · N35 | X1 · O49 |

Comme beaucoup de villes d'Égypte, plusieurs noms ont été donnés à cette ville selon les époques :
- son nom en égyptien ancien était Sounou, signifiant « Commerce »[2],[3] ou « Marché »[4], ou Souenet, nom tiré d'une déesse[5]. Cette déesse a plus tard été identifiée comme Ilithyie par les Grecs et Lucine par les Romains pendant leur occupation de l'Égypte ancienne en raison de l'association similaire de leurs déesses avec l'accouchement ;
- son nom en grec ancien était Συήνη, Suḗnē, francisé en Syène[2], mais on trouve également Zzuéné ou Zzeuene, commençant par deux Z : c’est le sujet du dernier article de l'Encyclopédie de Diderot et d'Alembert[6] ;
- son nom en hébreu ancien était סְוֵנֵה (Souweneh)[2] ;
- son nom en copte était Ⲥⲟⲩⲁⲛ (Souan)[2], signifiant « négoce » ;
- son nom en arabe est أسوان (Aswān), francisé en Assouan[2].

## Histoire

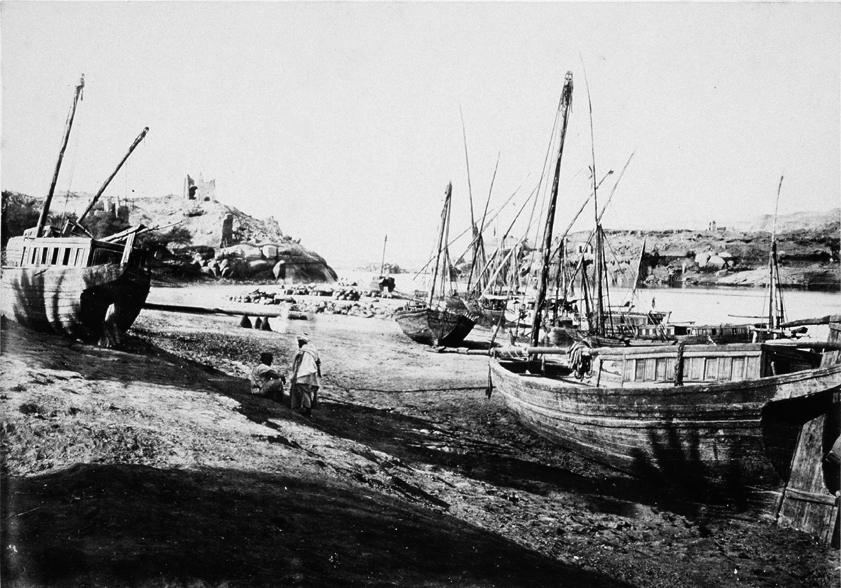
Assouan en 1857.

Faisant naguère partie de la Haute-Égypte, dans le premier nome, celui du « Pays de l'arc » (ou du « Pays de Nubie » - tȝ-stj), et dont elle fut la capitale à partir de la XXVe ou de la XXVIe dynastie après avoir supplanté Éléphantine, Sounou ou Souenet était, dans l'Antiquité, la ville frontière de l'Égypte ancienne, orientée vers le sud. Cette cité a donc longtemps été l'une des principales entrées et sorties de l'Afrique noire, donnant naissance à un commerce prospère sur la route des caravanes.
Parce que les anciens Égyptiens se sont orientés vers l'origine des eaux vitales du Nil dans le sud, et parce que Souenet était la ville la plus méridionale du pays, l'Égypte a toujours été perçue comme étant ouverte ou commencée à Souenet. La ville se trouvait sur une péninsule sur la rive droite (à l'est) du Nil, immédiatement en aval (au nord) de la première cataracte du fleuve, qui s'étend jusqu'à elle depuis Philæ. La navigation vers le delta était possible à partir de cet endroit sans rencontrer de barrière.
Les carrières de pierres dans l'Égypte antique, situées à proximité, étaient célèbres pour leur pierre, et surtout pour la roche granitique appelée syénite. Elles ont fourni les statues colossales, les obélisques et les sanctuaires monolithiques que l'on trouve dans toute l'Égypte, y compris les pyramides ; et les traces des carriers qui ont travaillé dans ces carrières pendant toute l'histoire égyptienne sont encore visibles dans la roche native. Elles se trouvent sur les deux rives du Nil, et une route de 6,5 km de long a été tracée à côté d'elles, de Syène à Philae.
Souenet était aussi importante qu'une station militaire en tant que lieu de circulation. Sous chaque dynastie, c'était une ville de garnison ; et, ici, des péages et des droits de douane étaient perçus sur tous les bateaux passant au sud et au nord. Vers 330, la légion stationnée ici a reçu un évêque d'Alexandrie ; celui-ci est devenu plus tard le diocèse copte de Syène. La ville est mentionnée par de nombreux écrivains anciens, dont Hérodote, Strabon, Étienne de Byzance, Ptolémée, Pline l'Ancien, Vitruve, et elle figure sur l'Itinéraire d'Antonin. Elle peut également être mentionnée dans le Livre d'Ézéchiel et le Livre d'Isaïe.
À l'époque des Ptolémées, elle se divisait en quartiers très différenciés, Éléphantine bénéficiant d'un caractère résidentiel et la rive orientale constituant une agglomération d'ouvriers et artisans.
La latitude de la ville qui allait devenir Assouan — située à 24° 5′ 23″ — était un objet de grand intérêt pour les géographes de l'Antiquité. Ils croyaient qu'elle était située immédiatement sous le tropique du Cancer, et que le jour du solstice d'été, un bâton vertical ne projetait aucune ombre et le Soleil se reflétait dans un puits à midi. Cette affirmation n'est qu'approximativement correcte ; au solstice d'été, l'ombre n'était que 1⁄400 du bâton, et donc à peine discernable. Malgré tout, elle fut rendue célèbre par l'expérience d'Ératosthène visant à déterminer la circonférence de la Terre.
Le Nil a une largeur de près de 650 m au-dessus d'Assouan. De cette ville frontalière à l'extrémité nord de l'Égypte, le fleuve coule sur plus de 1 200 km sans barrage ni cataracte. Le voyage d'Assouan à Alexandrie durait généralement de vingt-et-un à vingt-huit jours lorsque le temps était favorable.
Le 24 pluviôse an VII (12 février 1799) se déroule le combat de Syène.

### Fouilles archéologiques
De nombreuses fouilles ont mis au jour des fortifications du IVe millénaire av. J.-C., des habitations antiques et une enceinte de 10 m de haut construite au Ve siècle av. J.-C. pour protéger la ville des crues du Nil qui pouvaient inonder les maisons. Ces dernières étaient reconstruites après les inondations, ce qui témoigne de l'importance d'Assouan située à la frontière sud de l'Égypte. Ville commerciale et poste douanier aux portes de l'Afrique ouvrant sur la Nubie, elle se trouve au voisinage de la première cataracte du Nil dont les rapides imposaient de décharger les embarcations au niveau de cet important centre portuaire. La ville antique est cependant recouverte par l'agglomération moderne, d'où les difficultés de l'archéologie urbaine (en) qui empêchent de développer des fouilles de grande extension.
Les archéologues ont découvert trente-cinq restes momifiés d'Égyptiens dans une tombe à Assouan en 2019. L'archéologue italienne Patrizia Piacentini, professeur d'égyptologie à l'université de Milan, et Khaled El-Enany, le ministre égyptien des antiquités, ont rapporté que la tombe, où les restes d'hommes, de femmes et d'enfants de l'Antiquité ont été trouvés, remonte à la période gréco-romaine entre 332 avant notre ère et 395 après. Si les découvertes supposées appartenir à une mère et à un enfant étaient bien préservées, d'autres avaient subi des destructions importantes. En plus des momies, des artefacts tels que des masques funéraires peints, des vases de bitume utilisés pour la momification, des poteries et des figurines en bois ont été révélés. Grâce aux hiéroglyphes sur la tombe, on a pu connaître le nom du propriétaire, un commerçant nommé Tjit. L'archéologue italienne Patrizia Piacentini a déclaré : « C'est une découverte très importante car nous avons ajouté à l'histoire d'Assouan quelque chose qui manquait. Nous connaissions des tombes et des nécropoles datant du deuxième et du troisième millénaire, mais nous ne savions pas où se trouvaient les gens qui vivaient dans la dernière partie de l'ère des pharaons »,,.

## Climat
Assouan bénéficie d'un climat désertique chaud (Classification de Köppen BWh) nettement accentué avec des étés longs et extrêmement chauds et des hivers courts et modérément chauds. Le climat y est largement hyper-aride et extrêmement sec toute l'année puisque les précipitations moyennes annuelles sont environ de 0 mm. Assouan fait partie des villes et des endroits les plus secs et les plus arides au monde et il n'est pas rare qu'il ne pleuve pas du tout pendant plusieurs décennies de suite. En été, la chaleur est extrême et persistante puisque les températures moyennes maximales sont constamment supérieures à 40 °C entre début mai et début octobre, voire au-delà, mais tournent plutôt autour de 45°C pendant cette longue période. Des pics de chaleur extrêmes sont susceptibles de se produire, même aux intersaisons où il n'est pas rare que le mercure atteigne 48°C ou plus en avril ou en octobre par exemple. En hiver, la chaleur est très agréable en journée avec des températures moyennes maximales restant supérieures à 23°C avec des pointes possibles à 30°C. Le ciel est toujours dégagé et clair toute l'année et les journées couvertes restent très rares, si existantes. De ce fait, l'irradiation solaire figure parmi les plus élevées au monde et la durée d'ensoleillement annuelle y est estimée à plus 4 000 h, un maximum mondial atteint dans une grande partie du Sahara central et oriental. La température moyenne journalière annuelle est supérieure 26°C à Assouan. L'humidité relative y est exceptionnellement faible toute l'année avec une moyenne annuelle d'environ 26 %, et particulièrement en saison chaude où le degré hygrométrique de l'air descend souvent en dessous de 5 %. La région fait partie des plus sèches et des plus ensoleillées au monde : le beau temps est permanent en toute saison. La ville peut être visitée tout au long de l'année.
| Mois                              | jan. | fév. | mars | avril | mai  | juin | jui. | août | sep. | oct. | nov. | déc. | année |
| --------------------------------- | ---- | ---- | ---- | ----- | ---- | ---- | ---- | ---- | ---- | ---- | ---- | ---- | ----- |
| Température minimale moyenne (°C) | 8,1  | 10,3 | 13,8 | 19,1  | 23   | 25,2 | 26,3 | 26   | 23,6 | 20,3 | 14,7 | 10,8 | 18,4  |
| Température moyenne (°C)          | 16   | 18,2 | 21,7 | 27    | 31   | 33,3 | 34,6 | 34,3 | 32,7 | 28,9 | 23,2 | 17,6 | 26,47 |
| Température maximale moyenne (°C) | 23,9 | 26,2 | 29,5 | 35    | 38,9 | 41,5 | 42,9 | 42,6 | 41,7 | 37,4 | 31,7 | 24,3 | 34,53 |
| Précipitations (mm)               | 0    | 0    | 0    | 0     | 0    | 0    | 0    | 0    | 0    | 0    | 0    | 0    | 0     |
| Humidité relative (%)             | 40   | 32   | 24   | 19    | 17   | 16   | 18   | 21   | 22   | 27   | 36   | 42   | 26,12 |

## Économie

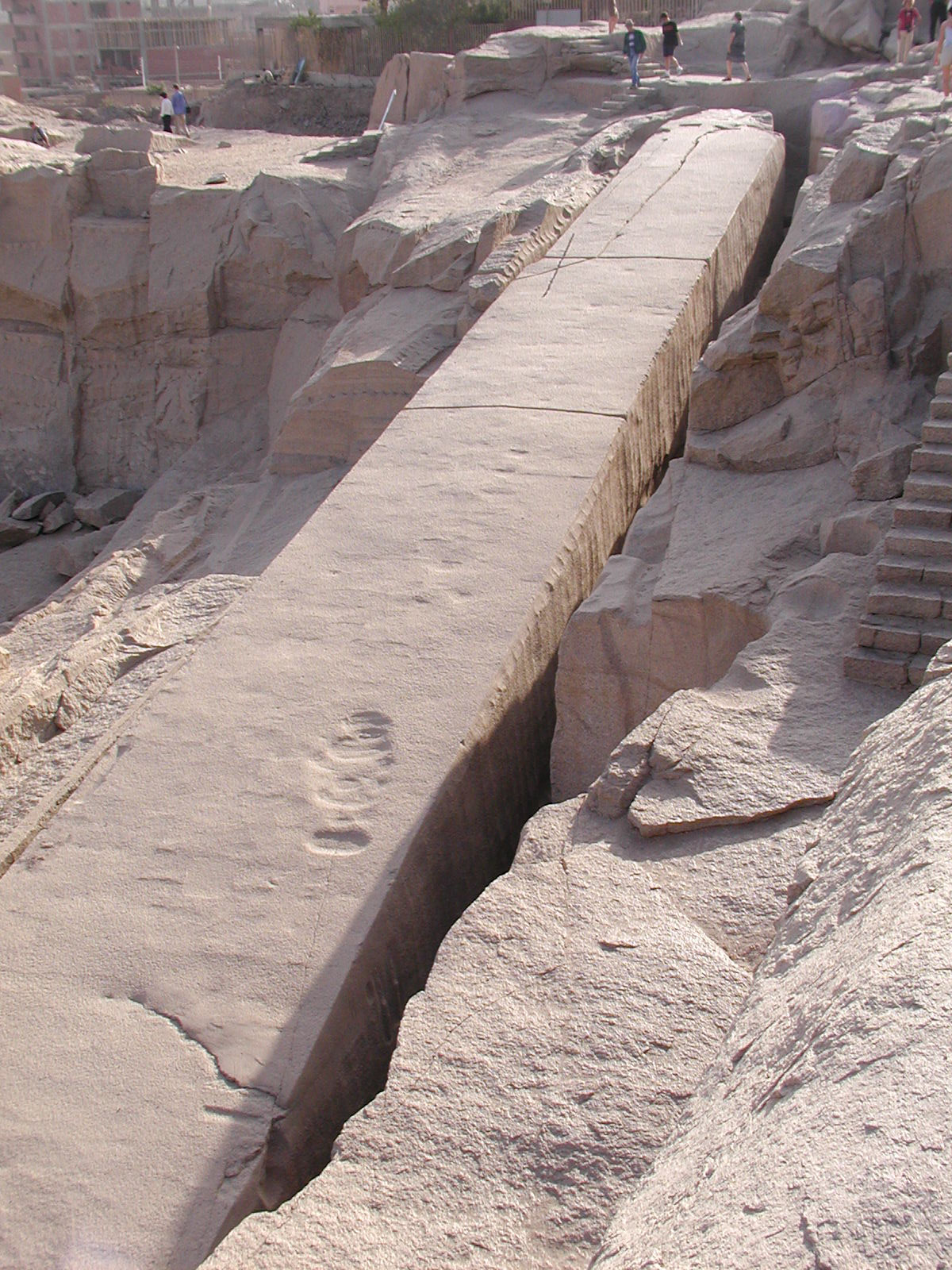
L'obélisque inachevé.

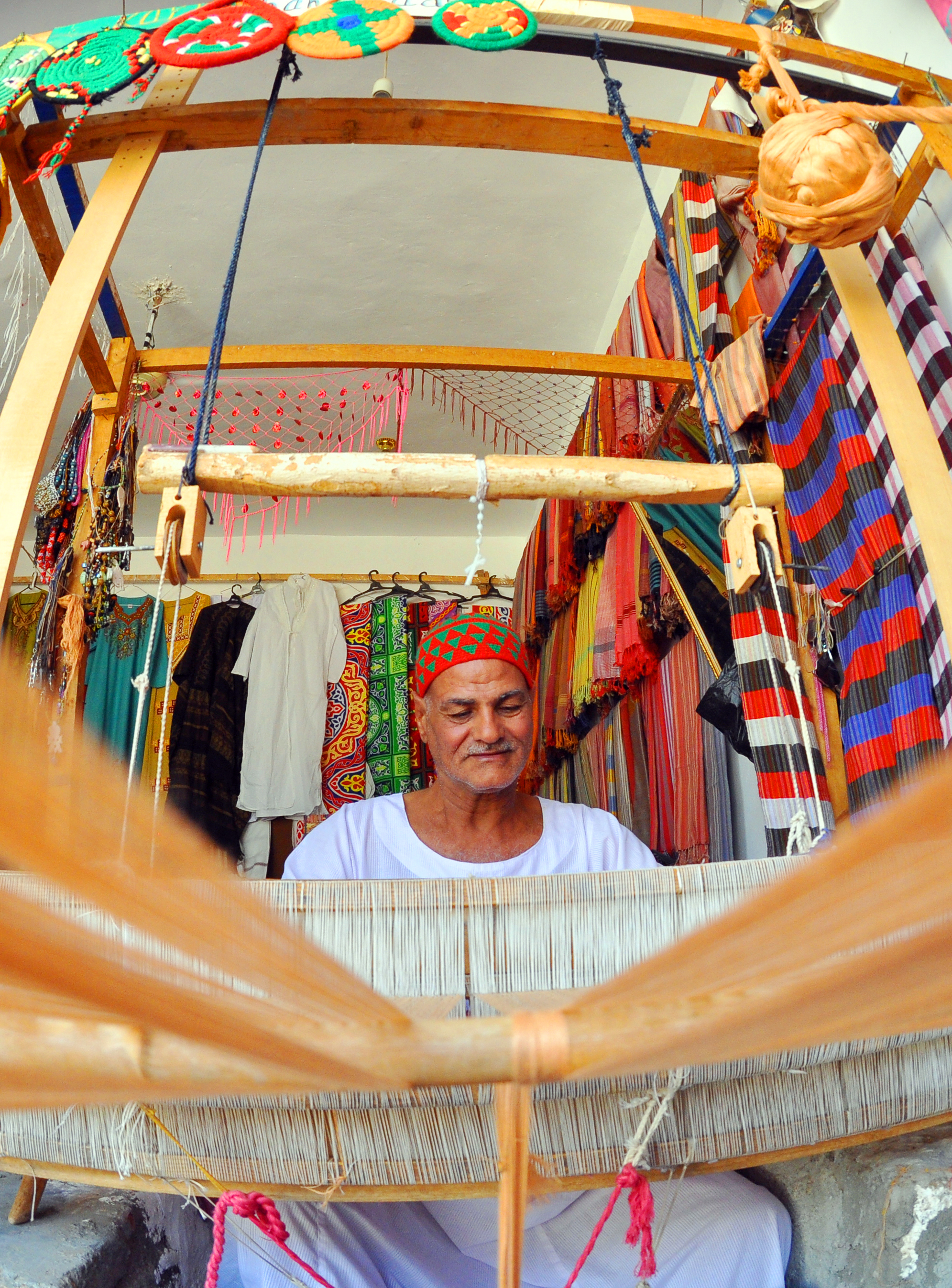
Fabrication de tapis artisanaux à Assouan.

L’une des richesses d’Assouan venait du Nil qui fournissait, outre ses sédiments, son poisson, avant que le barrage d'Assouan ne perturbe l'écologie du fleuve.
Une autre des richesses d’Assouan dès l’Antiquité est l’exploitation des carrières de granit, qui pouvait être transporté par le Nil. L'obélisque inachevé en est un vestige. Les murs de la salle de lecture de la nouvelle bibliothèque d’Alexandrie (Bibliotheca Alexandrina), sont réalisés en granit gris d'Assouan.
Assouan possède un aéroport (code AITA : ASW).

### Tourisme

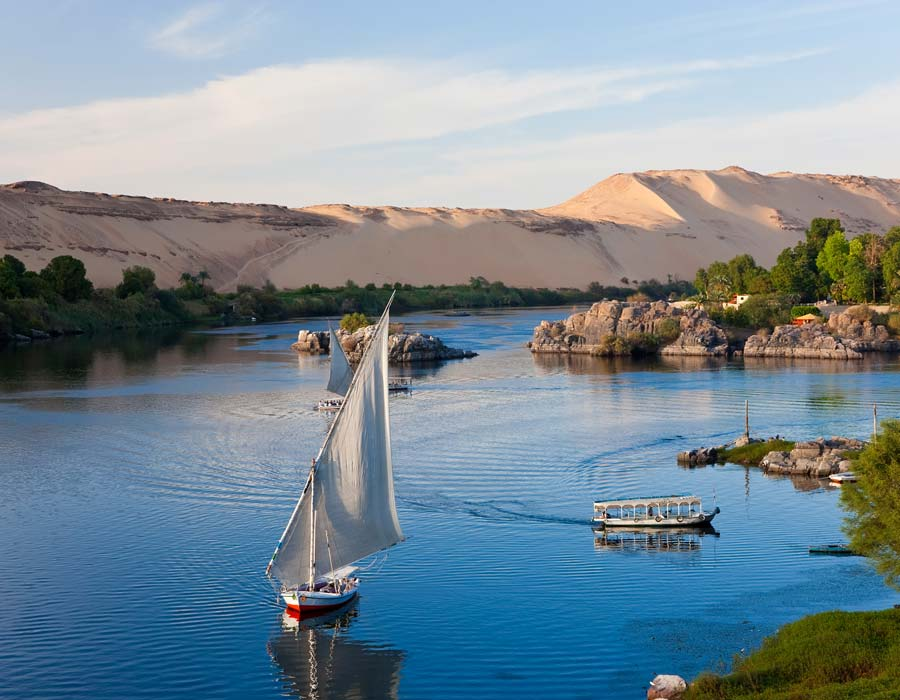
Felouque sur le Nil à Assouan.

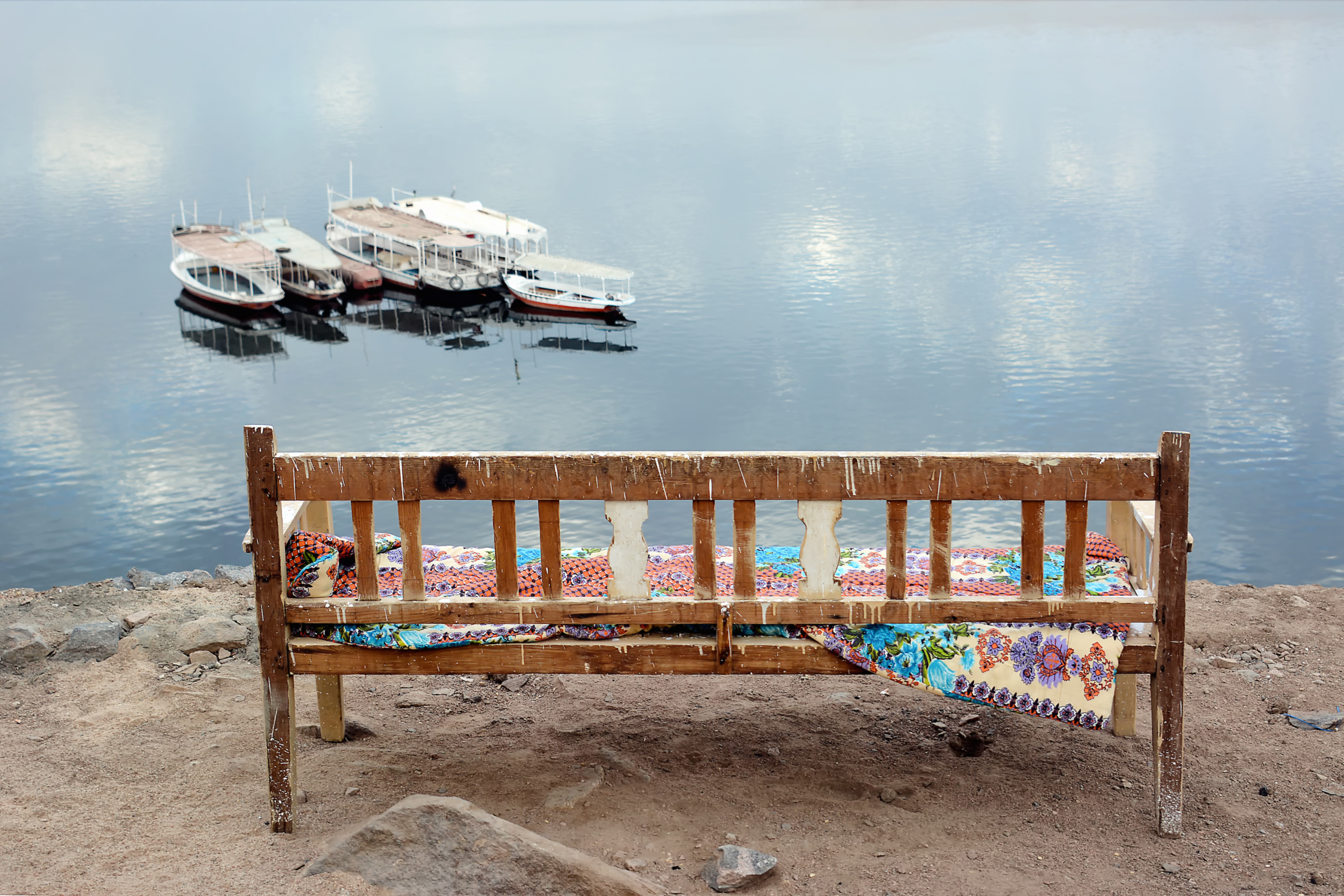
Détente au bord du Nil, sur l'île de Hesa.

La ville tire une bonne partie de son activité économique du tourisme, notamment des croisières sur le fleuve depuis Louxor ou sur le lac Nasser.
C'était la ville préférée de François Mitterrand qui y passait Noël chaque année. C’est dans cette ville — dont il appréciait la « sérénité » — qu'il aurait pris la décision de se représenter à l'élection présidentielle de 1988. Le président français séjournait au Old Cataract, palais royal reconverti en hôtel de luxe, situé en face des ruines des temples de l'île Éléphantine et à proximité du musée de la Nubie. Il y passa son dernier réveillon du nouvel an, en 1995. Winston Churchill séjourna également dans ces murs,. Ce même hôtel reçut la visite d'Agatha Christie, qui y écrivit une partie de son roman Mort sur le Nil, et dont l'adaptation cinématographique fut tournée sur les lieux. L'écrivain en donne la description suivante dans son roman :
« Le fleuve offrait un aspect sauvage. Des deux côtés, des masses rocheuses, dénudées, descendaient jusqu'au bord de l'eau. Çà et là, quelques vestiges d'habitations abandonnées et minées par les inondations. Panorama mélancolique, presque sinistre. »
L'écrivain Amelia Edwards, dans A Thousand Miles Up the Nile (1877), décrit les berges du fleuve où elle a vu « de grands paquets de peau de lion et de léopard, des balles de coton, des sacs de feuilles de henné et des défenses d'éléphants ». Gustave Flaubert et son ami Maxime Du Camp y commencent leur voyage en Égypte. L'écrivain et photographe Hervé Guibert a consacré à la ville une partie de son récit de voyage Lettres d’Égypte : du Caire à Assouan. Plus récemment, Denis Guedj a écrit un roman sur l'étonnant calcul de la circonférence effectué par Ératosthène, intitulé Les Cheveux de Bérénice.

### Barrages
Assouan est également connue pour ses barrages, le premier construit par les Britanniques en 1908, et le haut barrage inauguré par le président Sadate en 1971 créant un vaste réservoir en amont de la ville, le lac Nasser. À l'époque de Nasser s'est accompli le vieux rêve des pharaons : maîtriser le flot du dieu du Nil.
On trouve au milieu du Nil l'île Éléphantine et l'île Kitchener.
Sur le bief entre les deux barrages, l'île de Philæ, sur laquelle se trouvait un temple d'Isis, fut submergée lors de la construction du haut barrage, entraînant la reconstruction du temple par l'Unesco sur l'île d'Aguilkia, 300 m plus au nord.

## Transports

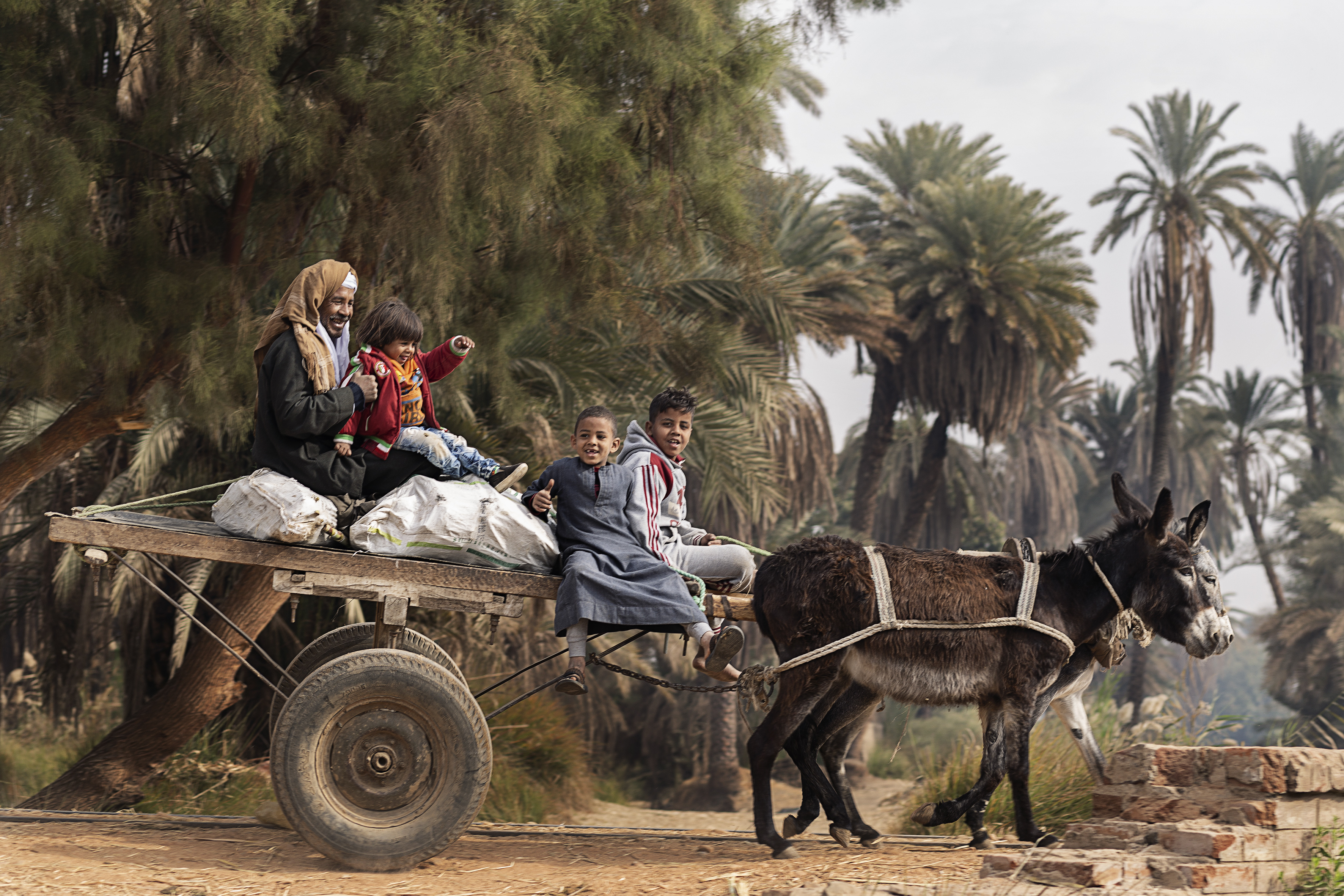
Transport traditionnel.

La ville est notamment desservie par l'aéroport international d'Assouan.

## Culture
Porte du royaume de Nubie, l'ancienne Syène renoue depuis quelques années avec cette culture. Le musée de la Nubie, inauguré en 1997, accueille les vestiges d'une civilisation dont les terres ont été englouties par le lac Nasser. Il s'attache à présenter ses aspects anthropologiques et sociaux, tout en exposant des statues et des objets pharaoniques sauvés des eaux.
La ville est le siège d'une métropole copte : la cathédrale copte orthodoxe Saint-Michel d'Assouan (Égypte).

## Sport
La ville possède une équipe de football, l'Assouan Sporting Club.

## Galerie

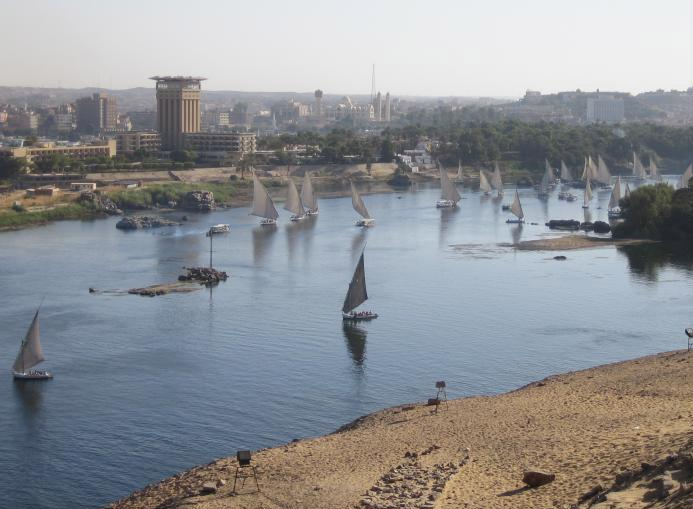
Assouan.
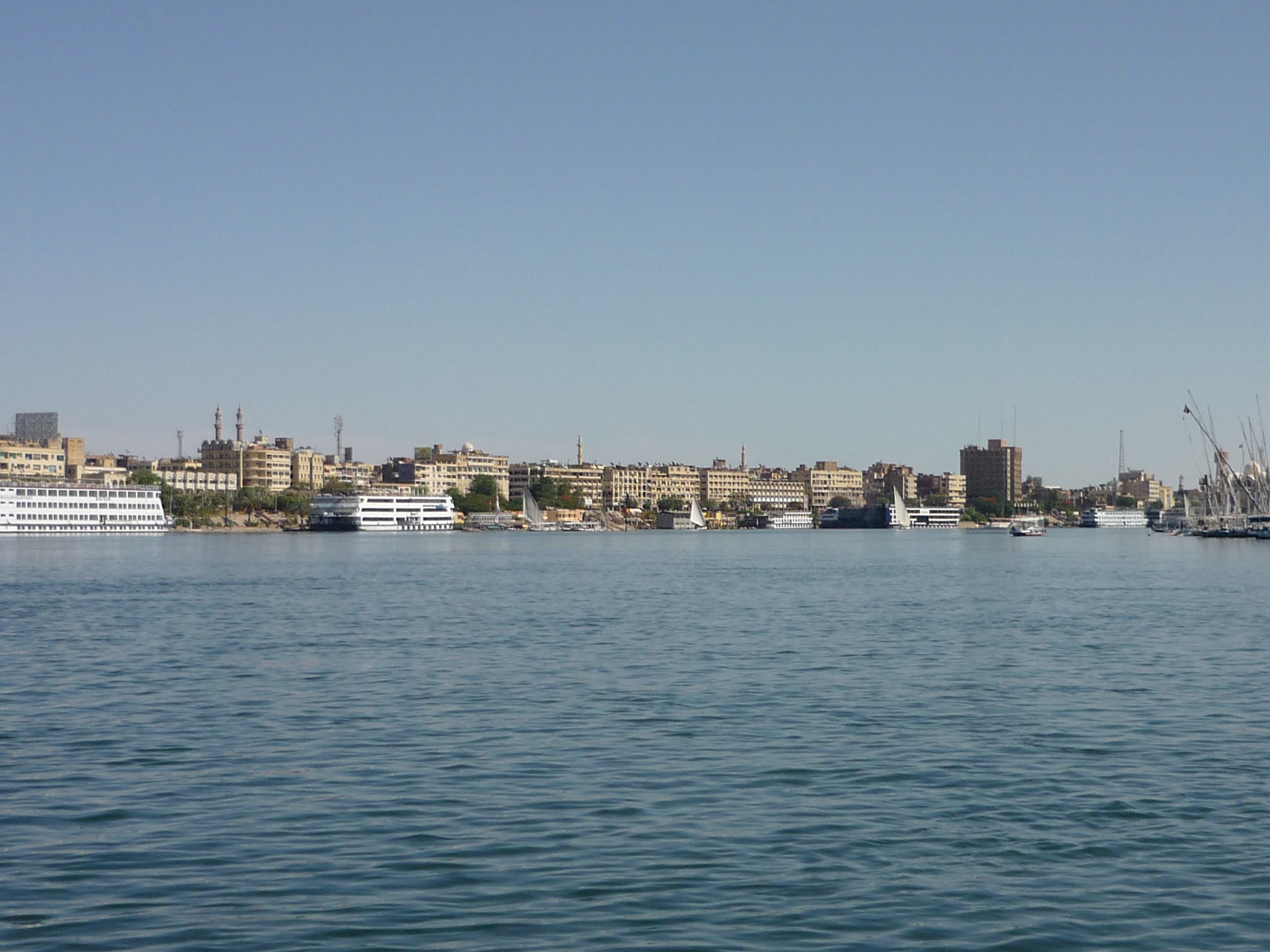
Assouan, vue du Nil.
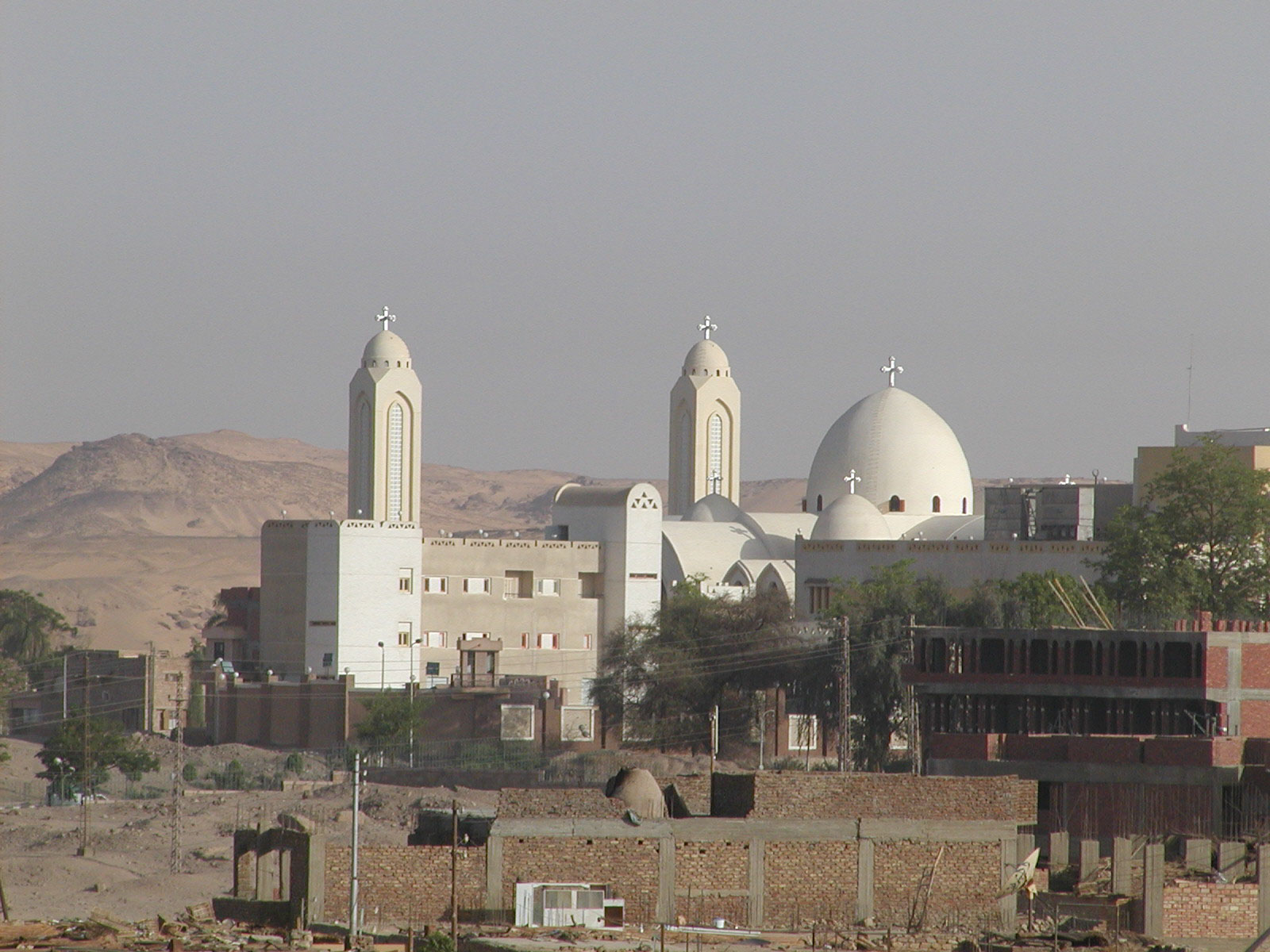
Cathédrale copte d'Assouan.
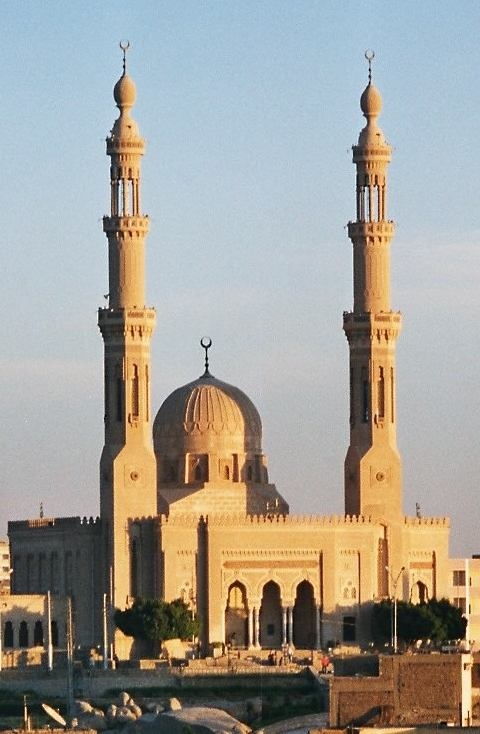
Mosquée d'Assouan.
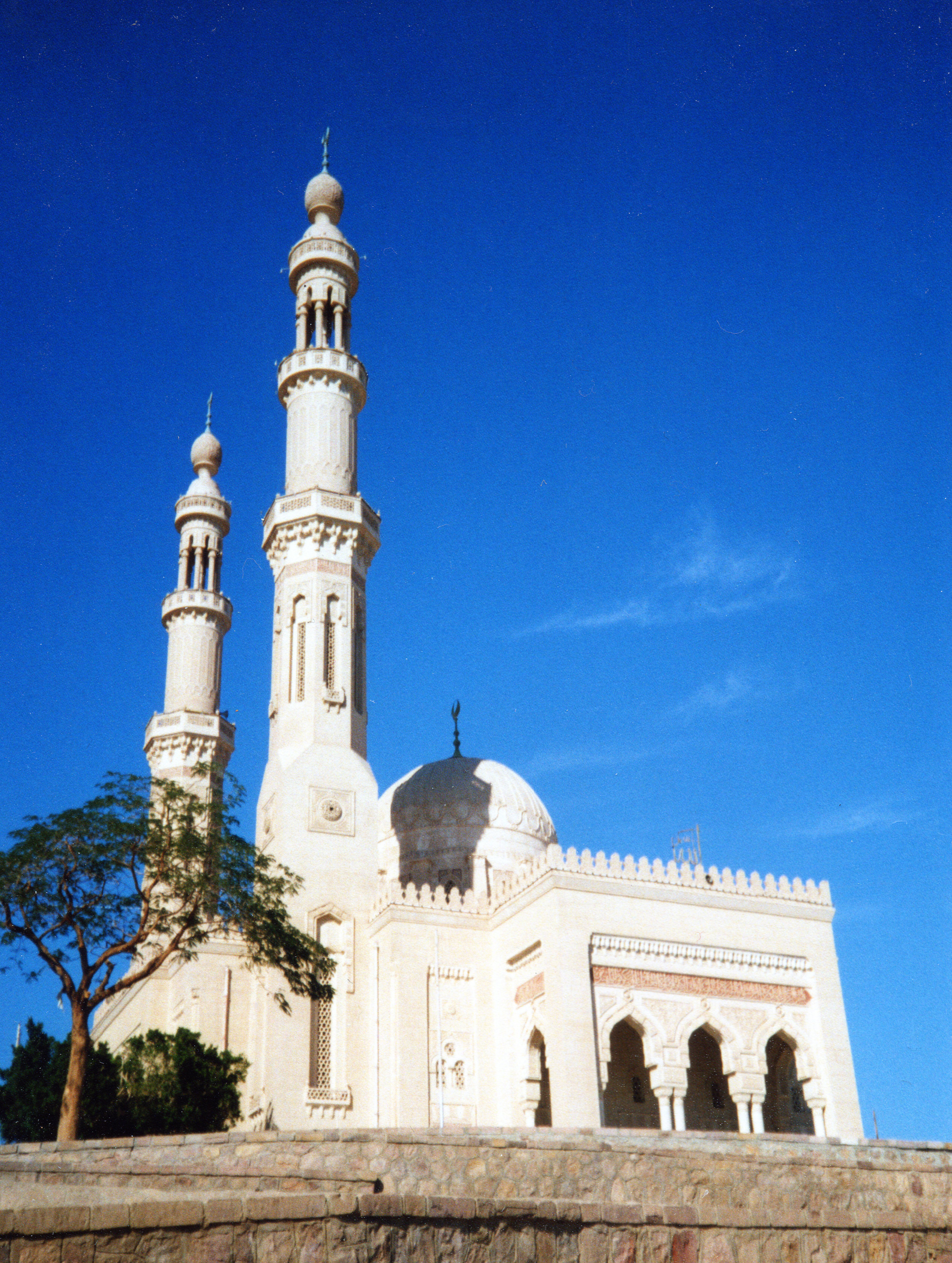
Mosquée d'Assouan, vue de la façade sud.
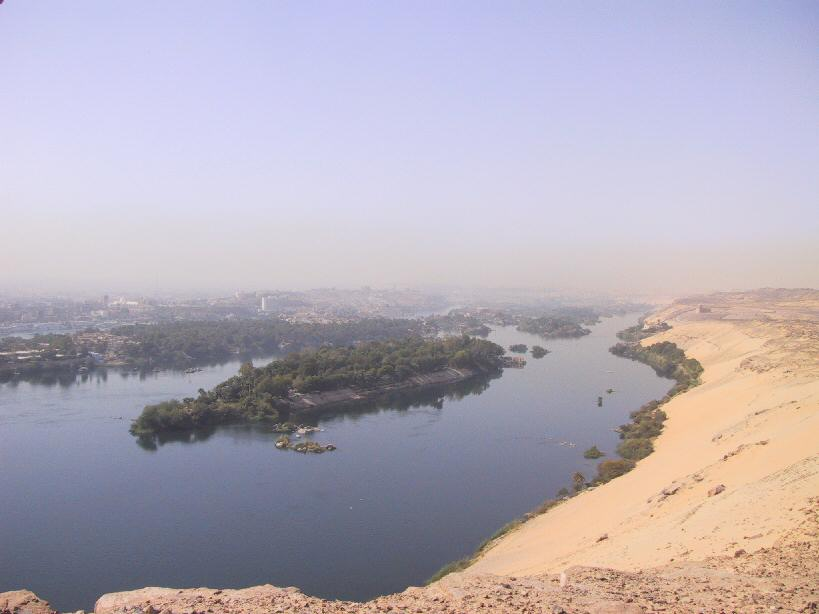
Le Nil.
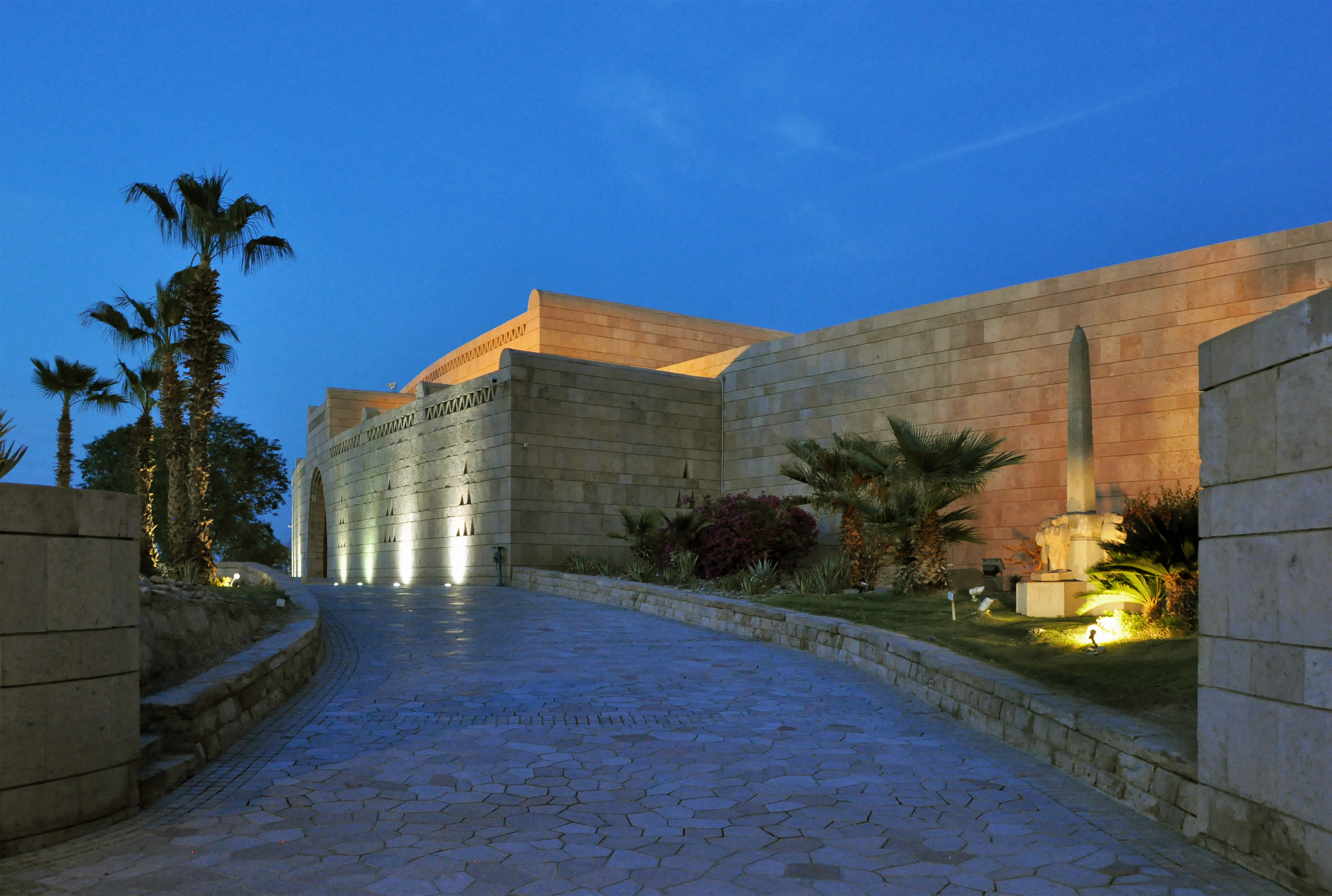
Le Musée nubien.
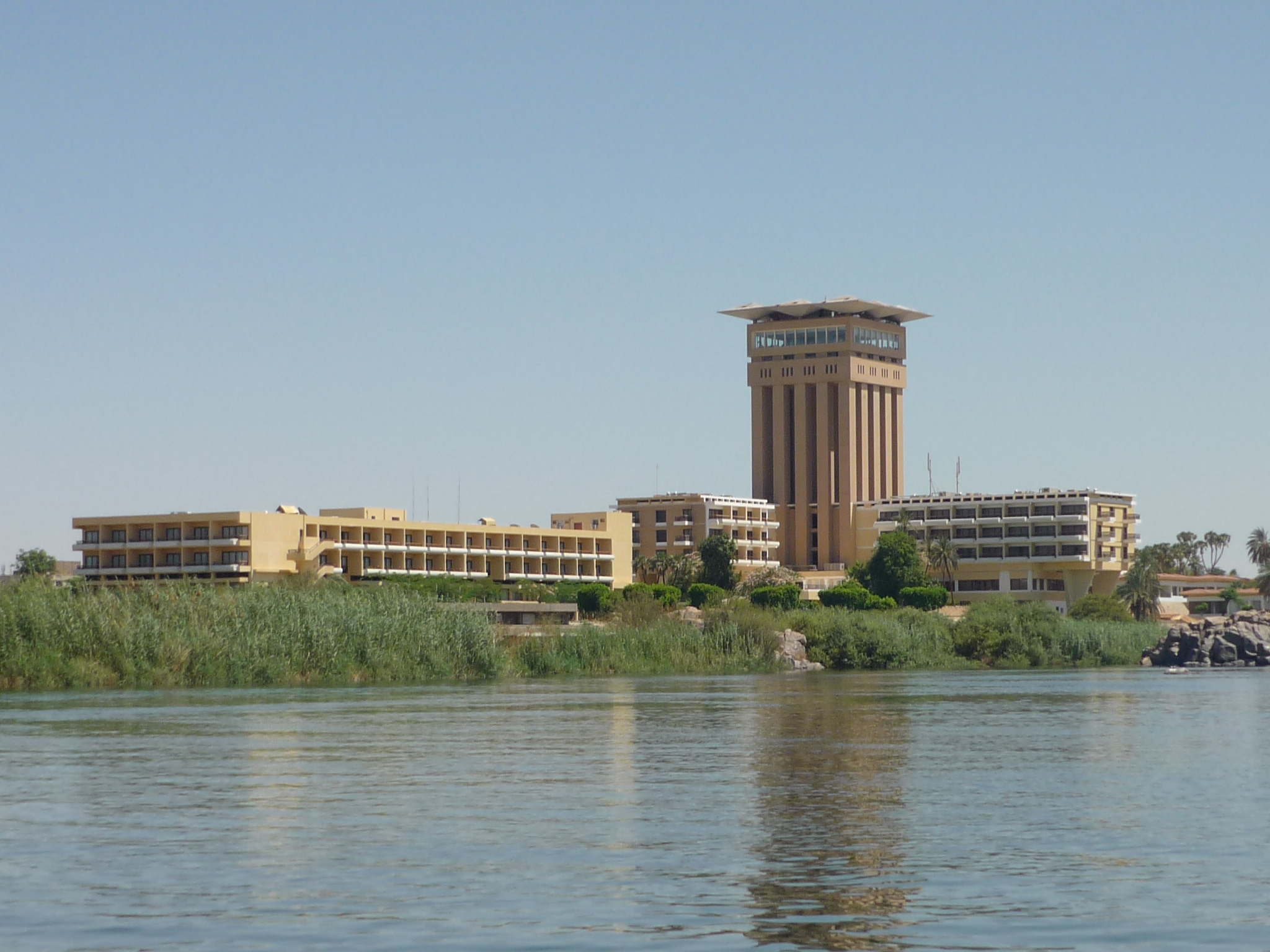
L’hôtel Mövenpick
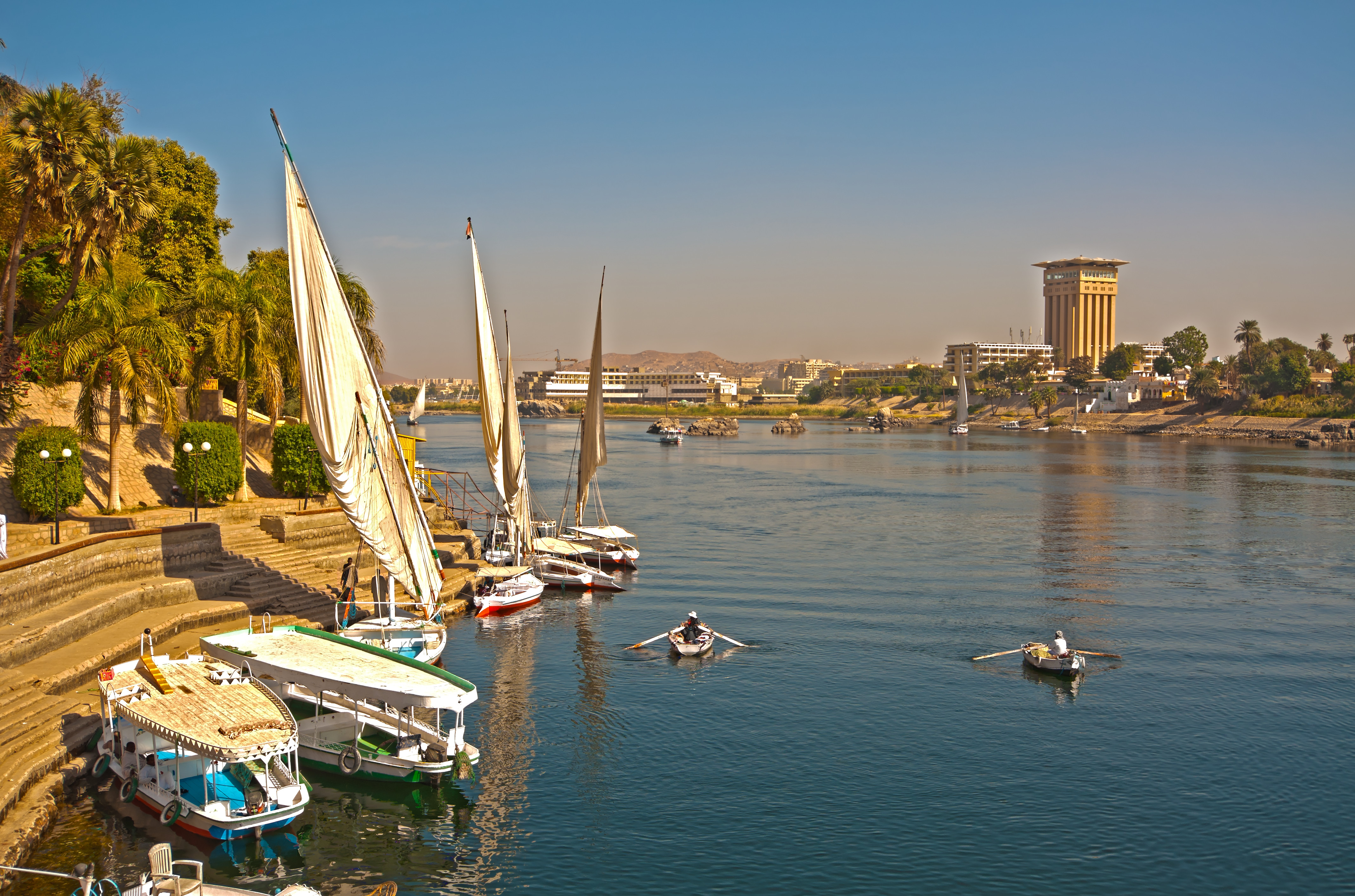
Le Nil traversant Assouan, vue sur l'hôtel Mövenpick.
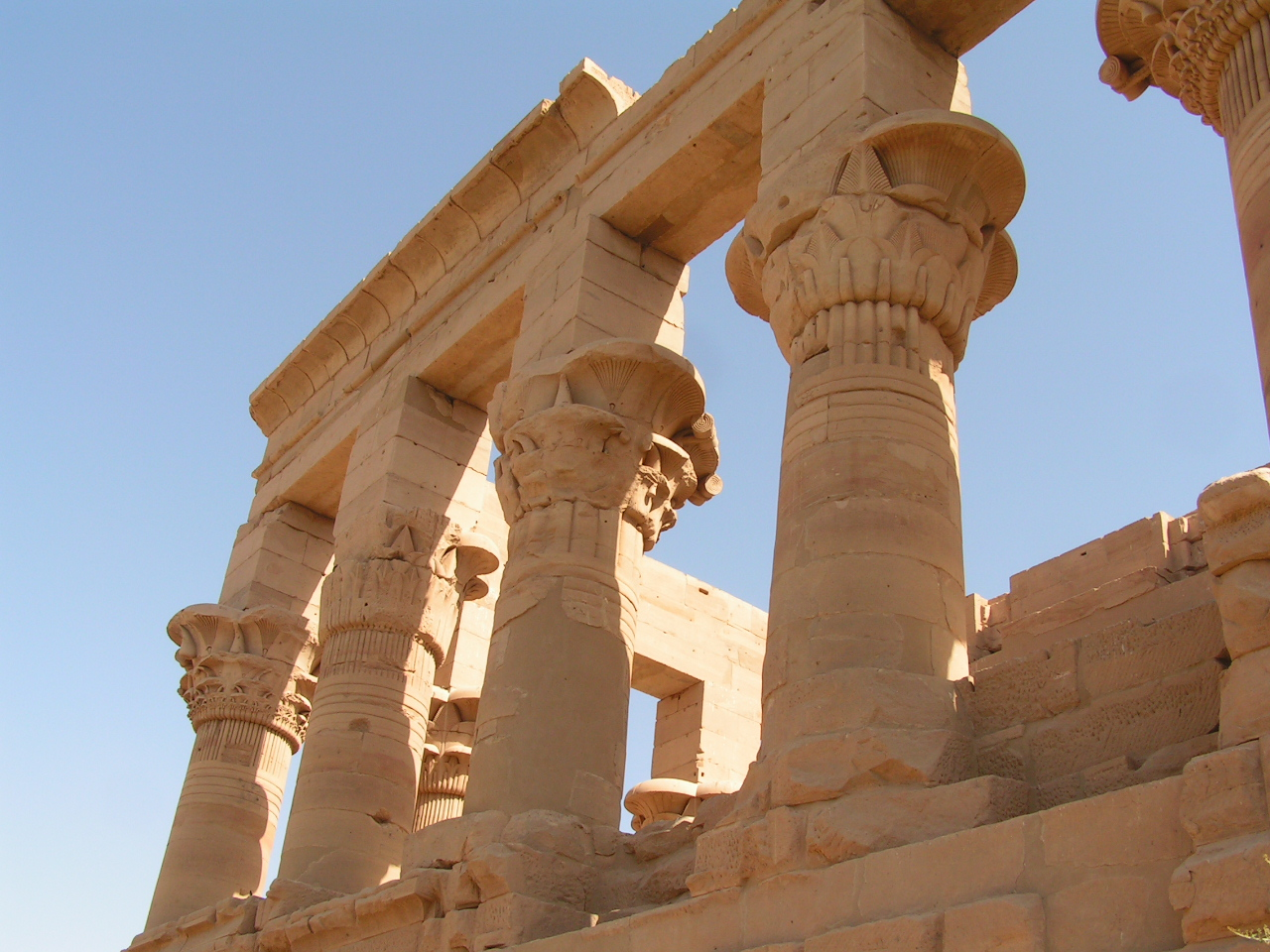
Philæ : colonnes du pavillon de Trajan.
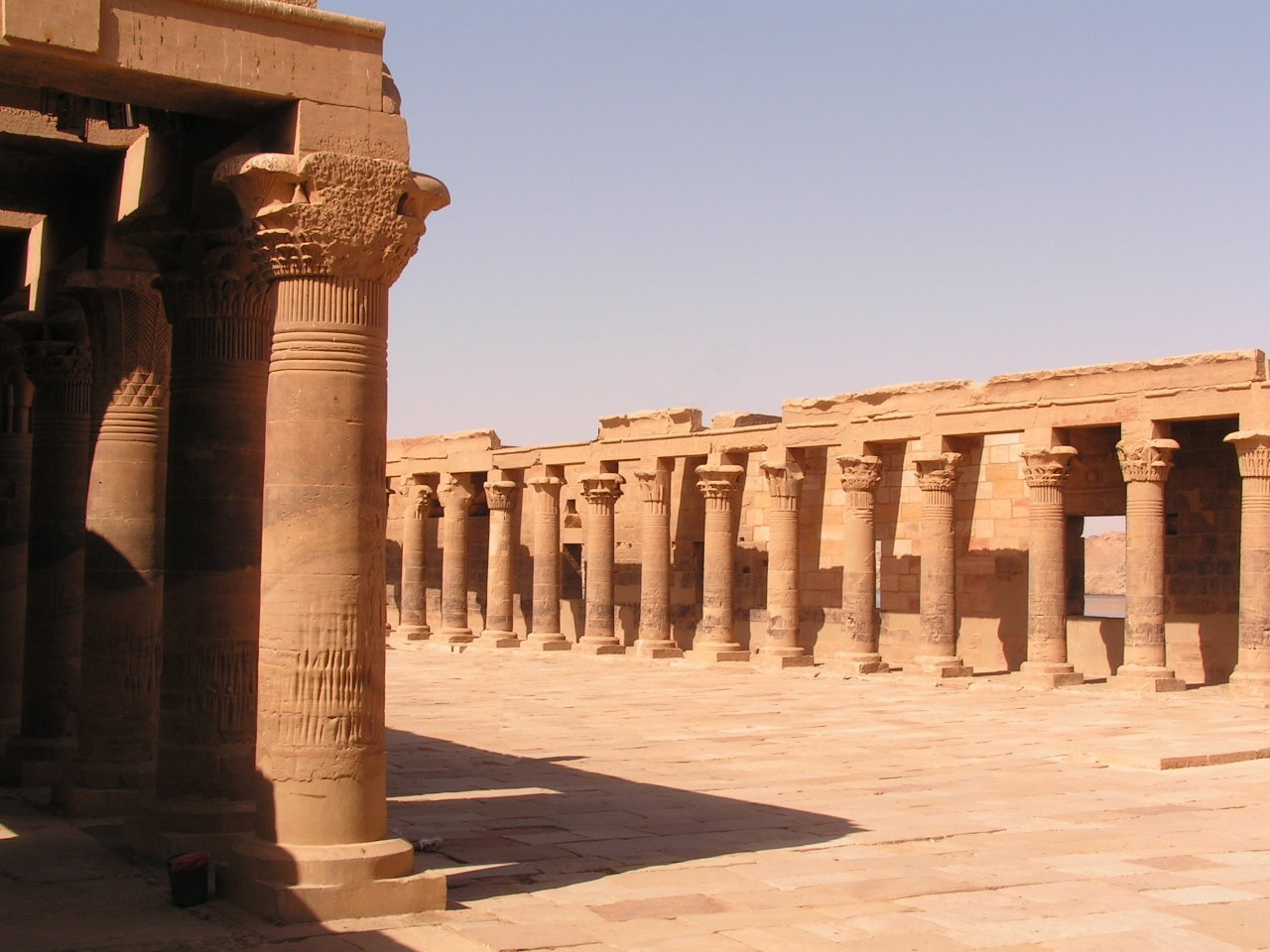
Philæ : colonnade devant le pylône du temple d'Isis.
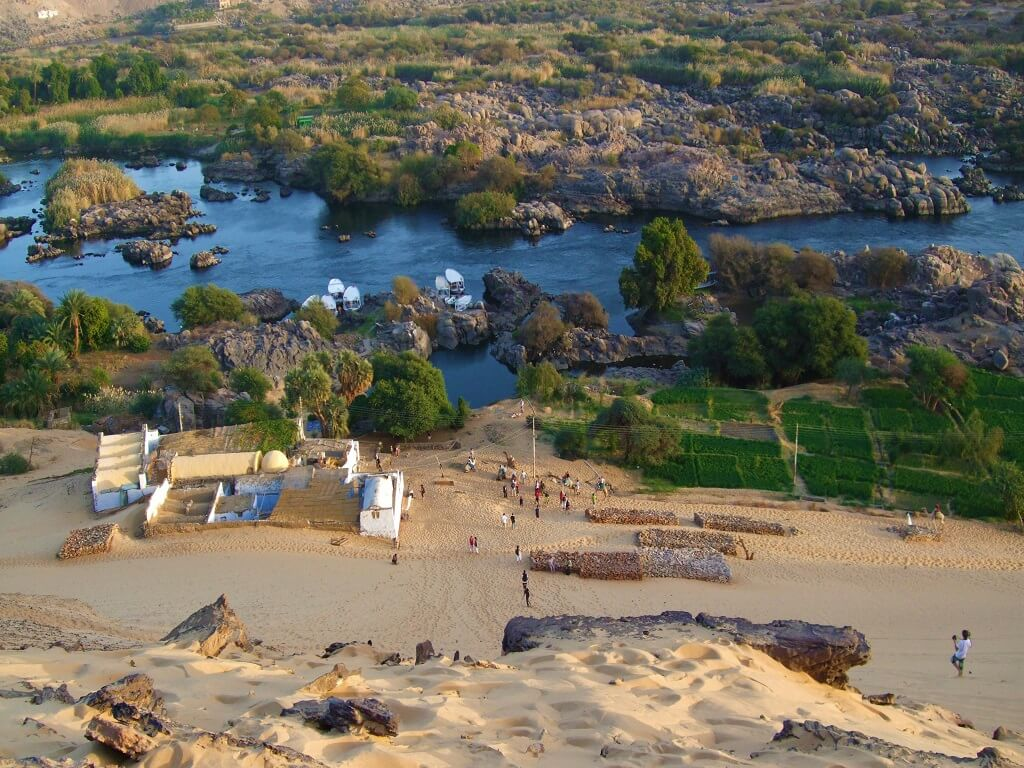
Vue sur le Nil et les dunes de sable depuis Assouan[26].
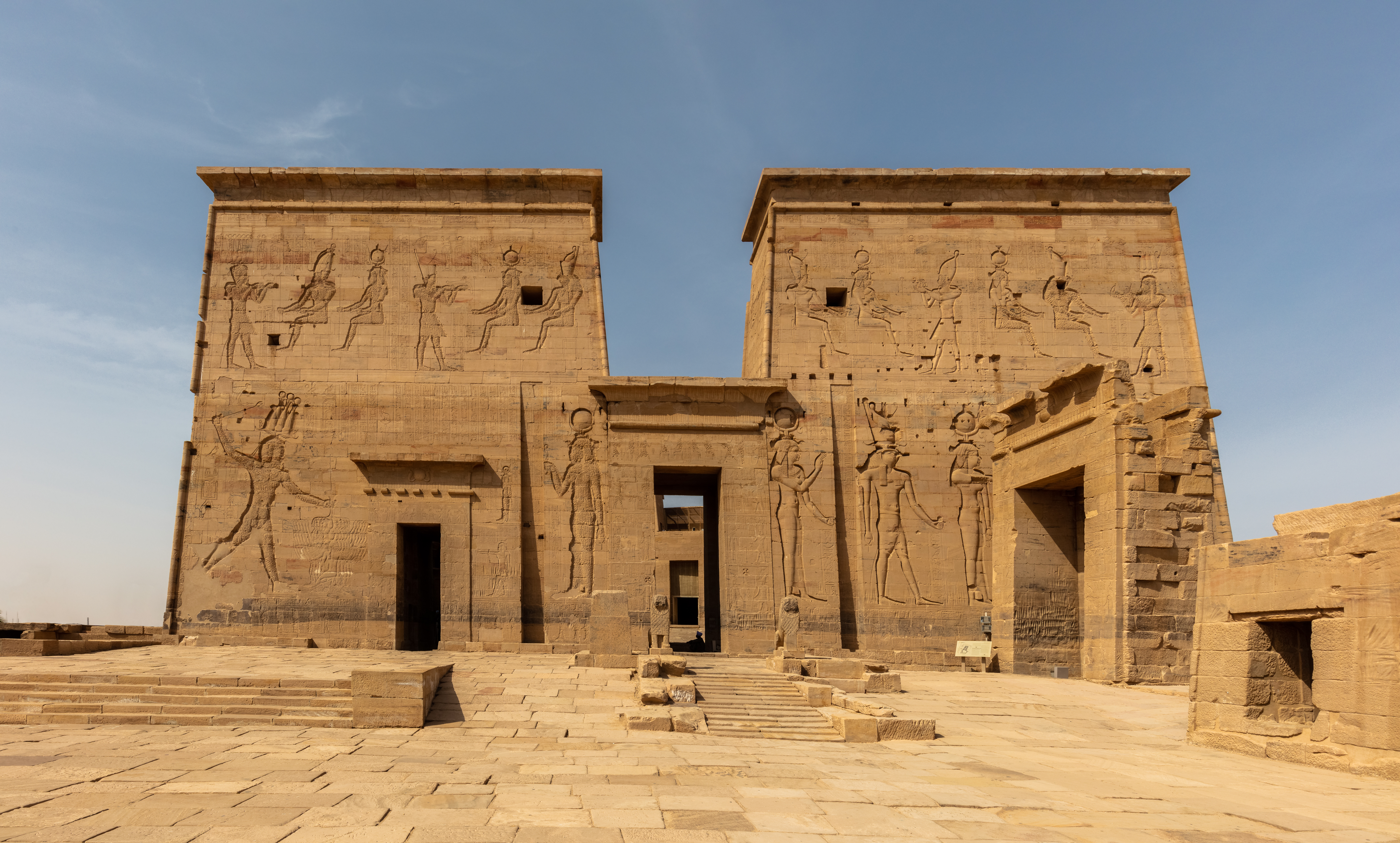
Le temple d'Isis à Assouan.